# عندما كان الإله امرأة
عندما كان الإله امرأة هو عنوان أمريكي لكتاب صدر عام 1976 للنحاتة والمؤرخة الفنية (مرلين ستون). نُشر من قبل في المملكة المتحدة بعنوان أوراق الجنة: قمع طقوس النساء. تم ترجمته إلى الفرنسية بعنوان عندما كان الإله امرأة عام 1978، وإلى الهولندية بعنوان مرة واحدة تم تجسيد الله كامرأة - اضطهاد طقوس المرأة عام 1979، وإلى الألمانية بعنوان عندما كان الإله امرأة عام 1989 وإلى الإيطالية بعنوان عندما كان الإله امرأة عام 2011.
قضت (ستون) تقريبا عشر سنوات دائبة في البحث عن صور أقل شهرة، وأحيانا خفية عن الأنوثة المُقدسة، من المجتمعات الأوروبية والوسط شرقية، استعدادا لإكمال هذا العمل. في الكتاب، تصف (ستون) هذه الانعكاسات النموذجية للمرأة كقائدات وكيانات مُقدسة وأمهات خيّرات، وتنسجها في صورة أكبر عن كيفية نمو مجتمعاتنا الحديثة إلى الدولة الحالية الغير متوازنة. من المحتمل أن أكثر الادعائات إثارة للجدل في الكتاب هي تفسير (ستون) كيف تمت مهاجمة المجتمع السلمي والخيّر وعادات الإله الموقر (بما في ذلك مصر القديمة)، إضعاف مكانتها وتديرها بالكامل تقريبا، من قِبل المجتمعات القديمة متضمنة اليهود –العبرانيين- وفيما بعد ذلك المسيحيين الأوائل. من أجل القيام بهذا حاولوا تدمير أي رمز مرئي للأنوثة المقدسة، بما في ذلك الأعمال الفنية، النحت، المنسوجات والأدب. والسبب في ذلك هو أنهم يريدون أن يصبح المذكر المقدس القوة المسيطرة، وأن يحكموا على النساء وطاقات المعبودة. وفقا ل(ستون)، فإن التوراة –أو ما يُعرف بالعهد القديم- كان من نواحِ عديدة محاولة ذكورية لإعادة كتابة قصة المجتمع الإنساني، ومن ثم تغيير الرمزية الأنثوية إلى المذكر.
يُنظر إلى الكتاب الآن على أنه كان فعالا في الصعود الحديث لعلم اللاهوت النسوي في السبعينيات إلى الثمانينيات، إلى جانب مؤلفين مثل (إليزابيث جولد دافيز)، (ريان إيسلر) و(مارجا جيمبوتاس). وقد ربطه البعض أيضا بعمل الكُتاب (مارغريت موراي) و(روبرت جريفز).